# Jurassic Park (film)
Jurassic Park este un film science fiction/thriller american, regizat de Steven Spielberg în 1993 și bazat pe romanul cu același nume, scris de Michael Crichton. În film, filantropul miliardar John Hammond (Richard Attenborough) și o echipă de oameni de știință ai companiei sale, creează un parc de distracție cu dinozauri clonați, parcul aflându-se pe o insulă ficțională din apropierea statului Costa Rica, numită Isla Nublar (ro. - "Insula Cețoasă").
Drepturile de autor asupra cărții lui Crichton au fost licitate de studiouri precum Warner Bros., Columbia TriStar, 20th Century Fox și Universal, chiar dinaintea publicării. Spielberg, susținut de Universal Studios, a achiziționat drepturile asupra romanului înaintea apariției acestuia, în 1990, iar Crichton a fost el însuși angajat de către studio pentru încă 500.000 de dolari pentru a adapta romanul într-un scenariu propriu-zis. David Koepp a scris ultima versiune a acestuia, lăsând în afară o mare parte din expozițiunea și violența prezentă în carte, realizând numeroase schimbări în cadrul personajelor.
Jurassic Park este considerat un punct de repet pentru cinematografie datorită folosirii imaginilor create pe computer, primind recenzii pozitive de la critici, care au lăudat efectele, cu toate că părerile asupra celorlalte aspecte ale filmului, precum crearea personajelor, au fost împărțite. În urma lansării, filmul a strâns peste 914 milioane de dolari, devenind filmul cu cele mai mari încasări ale tuturor timpurilor (fără ca inflația să fie calculată). Acesta a doborât recordul stabilit de E.T. the Extra-Terrestrial, recordul fiind la rândul lui doborât patru ani mai târziu de Titanic. Momentan este al 15-lea cel mai de succes film al tuturor timpurilor; în urma calculării inflației, deține locul 18 în America de Nord. Este de asemenea cel mai mare succes al NBC Universal și al lui Steven Spielberg.

## Sinopsis
John Hammond (Richard Attenborough), un miliardar pasionat de dinozauri, directorul unei importante firme, InGen, a creat recent Jurassic Park; un parc tematic futuristic populat cu dinozauri creați din ADN-ul luat din țânțari conservați în chihlimbar. Parcul este situat pe Isla Nublar, o insulă aflată la 140 km de Nord-Vestul statului Costa Rica; din motive de securitate, insula este înconjurată de 80 km de garduri electrice, iar cromozomii dinozaurilor au fost alterați pentru a fi toți femele, prevenind astfel reproducerea necontrolată.
După un incident, în care un angajat este atacat fatal de un Velociraptor, Hammond este sfătuit de avocatul său, Donald Gennaro (Martin Ferrero), să aducă doi experți pe insulă pentru a demonstra că parcul nu reprezintă un pericol. Astfel, Hammond îi invită pe paleontologul Alan Grant (Sam Neill), paleobotanista Ellie Sattler (Laura Dern), un adept al teoriei haosului, Dr. Ian Malcolm (Jeff Goldblum), precum și nepoții lui Hammond — Timothy "Tim" Murphy (Joseph Mazzello) și Alexis "Lex" Murphy (Ariana Richards) — în Jurassic Park, în încercarea de a demonstra avocaților că parcul este un loc sigur. Grupul este trimis într-un safari pentru a observa o parte din animale. Între timp, Hammond își urmărește oaspeții, alături de tehnicianul șef Ray Arnold (Samuel L. Jackson) și Robert Muldoon (Bob Peck), care se ocupa de securitate.
Se descoperă că unul dintre programatorii computerelor, Dennis Nedry (Wayne Knight), este angajat al unei corporații rivale, BioSyn, fiind plătit pentru a fura embrioni fertilizați, urmând să primească un venit substanțial. Pentru a permite accesul la embrioni, Nedry infectează computerele cu un virus, înă fără să vrea, dezactivează gardurile electrice care țineau dinozaurii departe de public. Restul grupului, care a rămas blocat în parc din cauza căderii sistemului, este atacat de Tyrannosaurus, care scăpase din padocul lui; Gennaro este ucis iar Malcolm rănit grav. Grant supraviețuiește și fuge alături de copii în parc. Nedry fuge cu "premiul" său, dar jeep-ul în care se află se blochează în padocul pentru Dilophosaurus. Dinozaurul îl stropește cu un lichid pe Nedry, provocându-i orbirea, omorându-l apoi în mașină, astfel pierzându-se embrionii.
Virusul afectând întregul sistem al parcului, Hammond recomandă oprirea totală a acestuia. Alături de Sattler, Arnold, Muldoon și Malcolm, grupul oprește sistemul și se retrage în buncărul de urgență, de unde Arnold pleacă pentru a restarta computerele. Când acesta nu se întoarce, Muldoon și Sattler pleacă pentru a îndeplini misiunea; pe drum, trec pe lângă țarcul raptorilor, unde descoperă că aceștia (ai căror garduri nu au fost oprite de Nedry, dar de pana de curent creată voluntar) au scăpat. Simultan, Grant și copii descoperă un cuib plin cu ouă eclozate, realizând că dinozaurii se înmulțesc. Grant crede că acest lucru s-a întâmplat din cauza folosirii ADN-ului de broască pentru a umple golurile din genele dinozaurilor, unele broaște având capacitatea să-și schimbe sexul.
În timp ce se apropie de centrul de comandă al computerelor, Muldoon realizează că sunt urmăriți de Velociraptori. Perechea se desparte, Muldoon plecând după raptori, în timp ce Sattler se îndreaptă către computere. Aceasta reactivează sistemul parcului, scăpând cu greu de un Velociraptor ce se ascundea în șopron; Muldoon cade într-o ambuscadă și este ucis de Velociraptori. Grant și copii se îndreaptă către Centrul Vizitatorilor; copii rămân singuri în bucătărie, Grant găsindu-i pe Sattler și ceilalți. Cei doi copii descoperă că doi Velociraptori au intrat în centru, dar reușesc să scape de ei, reîntâlnindu-i pe Grant și Sattler, iar împreună repun în funcțiune sistemul de securitate din camera de control. Grant îl contactează pe Hammond și-i spune să ceară ajutor de pe uscat, dar doi raptori găsesc grupul și-l atacă.
Grupul fuge, fiind însă încolțit în holul de la intrare de Velociraptori, care sunt gata de atac. Deși păreau fără scăpare, Tyrannosaurul întră în hol și atacă un raptor, omorându-l. Sattler, Grant și copii fug, în timp ce raptorul se confruntă cu Tyrannosaurul. Grupul este salvat de Malcolm și Hammond, care au fugit din buncărul de urgență cu un jeep. Pe măsură ce grupul se îndepărtează, T.Rex ucide al doilea Velociraptor, răgând victorios.
Cei șase ajung la eliport, fiind evacuați de pe insulă.

## Distribuție
- Sam Neill — Dr. Alan Grant, un paleontolog de renume mondial. Este prima dată prezentat descoperind o fosilă de Velociraptor în Montana. Neill a fost prima alegere a lui Spielberg, dar acesta era prea ocupat la momentul respectiv. Spielberg a avut apoi întâlniri cu Richard Dreyfuss și Kurt Russell, care ceruseră prea mulți bani, și William Hurt, care a refuzat rolul.[14] Spielberg a amânat atunci filmările pentru o lună, pentru a-i permite lui Neill să joace rolul: avea să aibă doar un weekend la dispoziție, între filmările pentru Family Pictures și Jurassic Park. Neill l-a cunoscut pe paleontologul Jack Horner pentru a se pregăti pentru rol; acesta avea să devină consultantul tehnic pe tot parcursul trilogiei.[15] Neill a rămas cu cicatrici pe încheietură în timp ce filma atacul lui T. Rex, când flacăra ce o ținea în mână a explodat.[16]

- Laura Dern — Dr. Ellie Sattler, o Paleobotanistă și fostă elevă a lui Grant. Dern l-a cunoscut de asemenea pe Horner, și a vizitat Muzeul de istorie din Los Angeles, unde a învățat să pregătească o fosilă.[15]

- Jeff Goldblum — Dr. Ian Malcolm, un matematician și susținător al teoriei haosului. Acesta este descris ca suferind de "exces extrem de personalitate". Goldblum a fost prima alegere a lui Spielberg,[15] fiind și un "fan" al dinozaurilor.[17] Pentru a-și pregăti rolul, Goldblum i-a întâlnit pe James Gleick și Ivar Ekeland pentru a discuta teoria haosului.[18]

- Richard Attenborough — John Hammond, șeful InGen și arhitect al Jurassic Park-ului. Jurassic Park a fost primul rol al lui Attenboorough de la cel interpretat în The Human Factor (1979). Pe tot parcursul filmului repetă replica "...nu faceți economii..." de cinci ori.[19]

- Ariana Richards — Lex Murphy, nepoata lui Hammond, o adolescentă ce este hacker.

- Joseph Mazzello — Tim Murphy, fratele mai mic al lui Lex. Tim este pasionat de dinozauri, fiind și un fan al Doctorului Grant.

- Wayne Knight — Dennis Nedry, arhitectul nemulțumit al sistemului de calculatoare din Jurassic Park. Pentru moartea personajului, Knight a fost împroșcat cu un pistol cu aer comprimat umplut cu un gel intim, pentru a stimula scuipatul veninos al lui  Dilophosaurus.

- Bob Peck — Robert Muldoon, îngrijitor al parcului, îngrijorat de inteligența raptorilor, dorește să-i distrugă pe toți.

- Martin Ferrero — Donald Gennaro, avocatul ce reprezintă investitorii îngrijorați în urma implicării în proiect.

- Samuel L. Jackson — Ray Arnold, inginerul șef al parcului.

## Producția
Michael Crichton a scris inițial un scenariu în care un student creează un dinozaur; a continuat să se joace cu fascinația față de dinozauri și clonare, până când a început să scrie romanul Jurassic Park. Spielberg a aflat despre roman în 1989, când el și Crichton discutau despre scenariul serialul TV american Spitalul de urgență. Înainte ca romanul să fie publicat, Crichton a cerut un avans de 1.5 milioane de dolari, precum și un procent substanțial din încasări. Warner Brothers cu Tim Burton, Sony Pictures Entertainment cu Richard Donner, și 20th Century Fox cu Joe Dante au licitat pentru drepturi, dar Universal le-a achiziționat într-un final pentru Spielberg în mai 1990. Universal i-a mai oferit lui Crichton 500.000 de dolari pentru a-și adapta romanul pentru marele ecran , lucru pe care l-a finalizat concomitent cu terminarea filmărilor lui Spielberg pentru Hook. Crichton a menționat că, deoarece cartea sa  era "destul de lungă", scenariul său nu avea decât 10-20% din conținutul acesteia, mai multe momente fiind scoase din cauza bugetului și unor motive practice. La terminarea filmului Hook, Spielberg a dorit să realizeze Lista lui Schindler. Președintele Music Corporation of American (ce atunci deținea Universal Pictures) i-a oferit undă verde proiectului cu o singură condiție: ca Spielberg să realizeze mai întâi Jurassic Park. Spierlberg avea să declare mai târziu că "știa că odată ce aș fi regizat Schindler, nu aș mai fi putut să fac Jurassic Park."

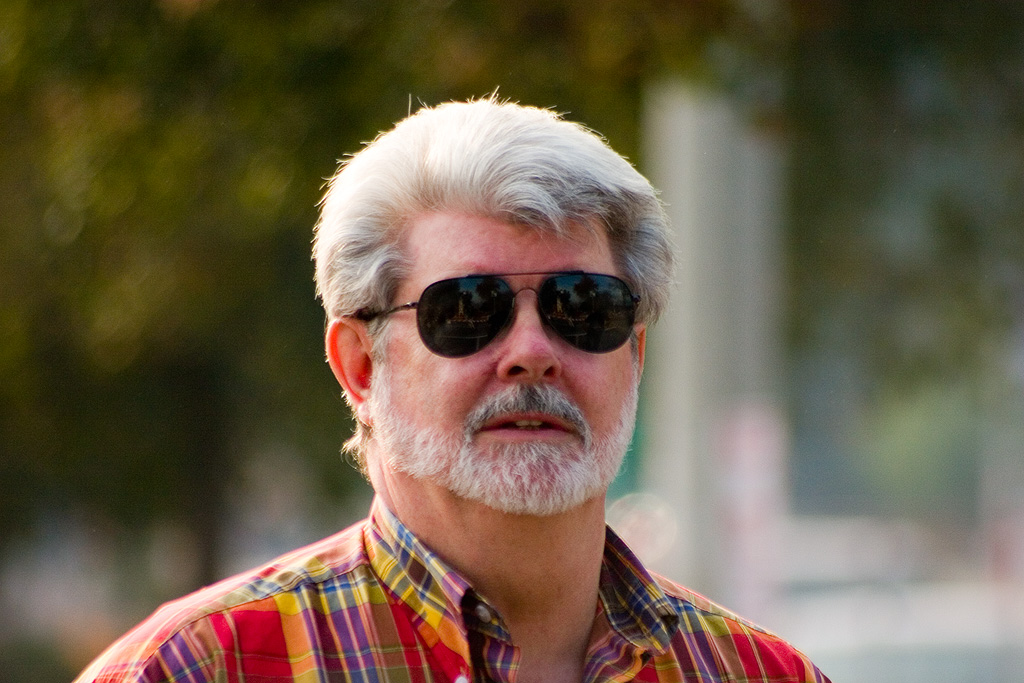
George Lucas a fost unul dintre colaboratorii filmului. Succesul acestuia l-a inspirat să continue seria Războiul stelelor.

Spielberg l-a angajat pe Stan Winston pentru a crea dinozaurii animatronici, Phil Tippet pentru a crea efectele go motion pentru imaginile continue cu dinozaurii, Michael Lantieri pentru a supraveghea efectele de pe platou și Dennis Muren pentru compozițiile digitale. Paleontologul Jac Horner a supravegheat design-urile, pentru a îndeplini dorința lui Spielberg de a prezenta dinozaurii ca animale, nu ca monștri. Horner nu a fost de acord cu limbile ce se smucesc ale raptorilor, prezente în primele creații ale lui Tippett, plângându-se că "[dinozaurii] nu pot face asta!" Urmând sfatul lui Horner, Spielberg a insistat ca Tippett să elimine limbile. Departamentul lui Winston a creat modele în detaliu întregi pentru dinozauri, înainte de a mula pieile de latex, ce au fost așezate peste roboți complecși. Tippett a creat animații cu stop-motion pentru scene importante, dar Spielberg a găsit rezultatul ca fiind nesatisfăcător. Animatorii Mark Dippe și Steve Williams au creat un ciclu de mers pentru scheleltul unui T. Rex pe computer, primind aprobarea să continue. Când Spielberg și Tippett au văzut o animație în care T. Rex urmărea o turmă de Gallimimus, Spielberg a spus, „Ai rămas fără servici” la care Tippett i-a răspuns „Nu vrei sa spui, dispărut?” Spielberg a adăugat apoi animația cât și dialogul dintre el și Tippett în scenariu. Lui George Lucas, care a urmărit demonstrația alături de ei, i-au dat lacrimile: "A fost precum unul din acele momente din istorie, precum invenția becului sau primul apel telefonic [...] Lucrurile nu vor mai fi niciodată la fel."
Malia Scotch Marmo a început o rescriere a scenariului în octombrie 1991, ce a durat cinci luni, combinând personajele Ian Malcolm și Alan Grant într-unul singur. Scenaristul David Koepp a continuat apoi de unde a rămas ciorna lui Marmo, folosind ideea lui Spielberg de a arăta un scurt film de animație vizitatorilor de pe insulă, eliminând astfel o marte parte din expozițiunea romanului. Spielberg a eliminat și o povestire secundară în care un grup de Procompsognathus scapă pe țărm și atacă copii, considerând-o ca fiind prea îngrozitoare. Povestea avea totuși să fie folosită de prolog în continuarea filmului, Lumea dispărută. Hammond a fost schimbat dintr-un om de afaceri neînduplecat într-un bătrân bun la suflet, Spielberg identificându-se cu obsesia lui Hammond pentru grandios. A schimbat de asemenea trăsături ale personajelor Tim și Lex; în carte, Tim are 11 ani și este pasionat de computere, iar Lex are doar șapte-opt ani și este pasionată de sport. Spielberg a făcut acest lucru deoarece dorise să lucreze cu tânărul Joseph Mazzello, permițându-i astfel și să introducă o povestire secundară, cea în care Lex se îndrăgostește de Grant. Koepp a schimbat relația lui Grant cu cei doi copii, făcându-l să fie reticent în fața lor inițial, pentru a prezenta dezvoltarea personajelor. Koepp a mai scos o scenă importantă din roman, din motive bugetare, în care T.Rex-ul îi urmărește pe Grant și copii de-a lungul unui râu înainte să fie tranchilizat de Muldoon. Scena a fost folosită parțial în Jurassic Park III, un Spinosaurus înlocuindu-l pe T.Rex.

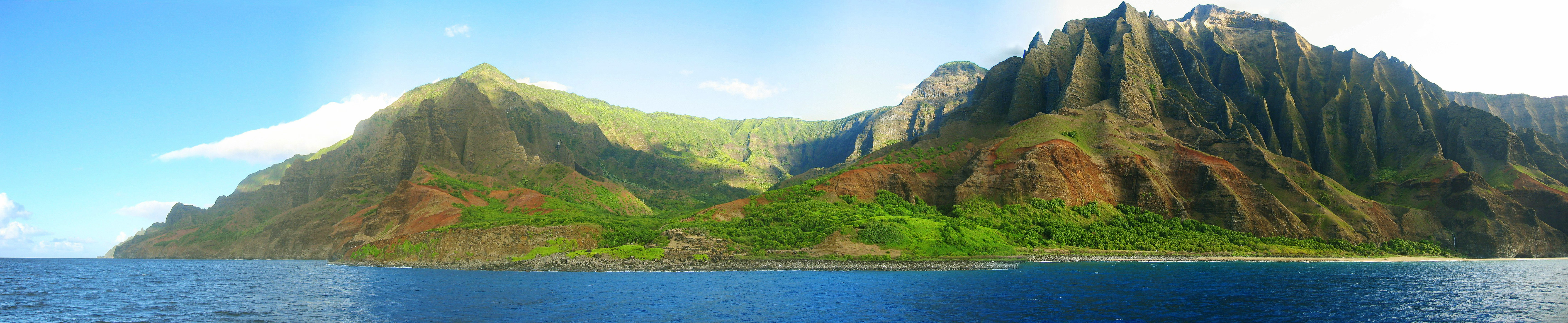
O mare parte din filmări au avut loc pe insula Kauai, Hawaii.

După 25 de luni de pre-producție, filmările au început pe 24 august 1992, pe insula Hawaiiană Kauai. Acestea, ce au durat trei săptămâni, au necesitat o serie de cadre filmate în exterior. Pe 11 septembrie, Uraganul Iniki a trecut direct peste Kauai, amânând o zi de filmări. Unele din scenele de furtună din film sunt filmări reale ale furtunii. Scena urmăririi turmei de Gallimimus a fost mutată la Kualoa Ranch pe insula Oahu, iar una din scenele de început a fost creată prin animarea digitală a unei poze cu un peisaj. Echipa s-a întors în Statele Unite la Studiourile Universal pentru a filma încă 24 de scene, inclusiv cea cu raptorii din bucătărie. O altă filmare a avut loc pe Platoul 23, înainte de a pleca în Montana pentru a filma scenele cu săpăturile arheologice ce au loc la început. Echipa s-a reîntors în studiourile Universal pentru a filma salvarea lui Tim de către Grant, folosind o recuzită de 15.25 metri cu roți hidraulice pentru căderea mașinii, și întâlnirea cu Brachiosaurus-ul. În scenele din laborator, s-au folosit calculatoare împrumutate de la Silicon Graphics și Apple.
Filmările s-au mutat pe studiourile Warner Bros. pentru a filma atacul lui T.Rex asupra mașinilor. Acestea s-au dovedit a fi frustrante din cauza apei ce se îmbiba în pielea de cauciuc a dinozaurului animatronic. Unduirile apei din pahar, cauzate de pașii lui T.Rex au fost inspirate de momentul când Spielberg asculta formația Earth, Wind and Fire în mașină, ritmul basului cauzând vibrații. Lantieri nu a fost sigur de cum va crea scena până în noaptea dinaintea filmărilor, când a pus un pahar cu apă pe o chitară la care cânta, obținând scenele concentrice pe care Spielberg le voia. A doua zi dimineață, corzi de chitară au fost puse în mașină, iar un bărbat dedesupt le ciupea pentru a realiza efectul. Înapoi la studiourile Universal, restul echipei a filmat scenele cu Dilophosaurus-ul pe Platoul 27. Ultima secvență filmată a fost cea în care raptorii urmăresc personajele în sala computerelor, și a avut loc pe Platoul 12. Regizorul a readus T.Rex-ul pentru climax, abandonând sfârșitul la care se gândise inițial, în care Grant folosește o platformă pentru a manevra un raptor în fălcile unei fosile de tyrannosaur. Filmările s-au încheiat cu 12 zile înaintea termenului stabilit, pe 30 noiembrie, și în doar câteva zile, editorul Michael Kahn realizase o variantă nefinisată, permițându-i lui Spielberg să înceapă filmările pentru Lista lui Schindler.
Lucrul la efectele speciale au continuat, sub supravegherea lui Tippett, cu ajutorul Dinosaur Input Device: modelele transmiteau informații în calculatoare pentru a permite animarea tradițională a personajelor. Adițional, au jucat scenele cu raptorii și Gallimimus. Pe lângă dinozuarii generați pe computer, ILM a creat alte elemente, precum stropi de apă împroșcați și înlocuirea feței pentru dublura Arianei Richards. Introducerea dinozaurilor în scenele de film a durat aproximativ o oră. Redarea creaturilor pe o fotogramă adesea ținea între două și patru ore, iar portretizarea lui T.Rex în ploaie a durat chiar și șase ore per fotogramă. Spielberg a monitorizat producția din Polonia. Compozitorul John Williams a început lucrul la coloana sonoră în februarie, fiind înregistrată o lună mai târziu de John Neufeld și Alexander Courage. Efectele sonore, supravegheate de George Lucas, au fost terminate la sfârșitul lunii aprilie. Jurassic Park a fost finalizat pe 28 mai 1993.

## Dinozaurii
În ciuda faptului că filmul face referire la perioadă Jurasică în titlu, majoritatea dinozaurilor prezentați nu au existat decât în urma începerii Cretacicului.
- Tyrannosaurus Rex, abreviat "T. Rex", este "vedeta" filmului și este, conform lui Spielberg, motivul pentru care a rescris sfârșitul, nedorind să dezamăgească audiența.[25] Varianta animatronică creată de Winston avea 6.1 metri și cântărea 5.900 kilograme,[37] având 12 metri lungime.[50] Jack Horner l-a descris ca fiind "cel mai apropiat lucru de un dinozaur viu pe care l-am văzut vreodată".[50] Dinozaurul este prezentat cu un sistem vizual bazat pe mișcare. Răgetul lui a fost creat din combinarea sunetelor produse de un pui de elefant, un tigru și un aligator, respirația fiind o balenă.[47] Un câine atacând o minge a fost folosit pentru sunetele când sfâșie un Gallimimus.[25]

- Velociraptor a avut de asemenea un rol important, fiind antagonistul filmului. Prezentarea animalului nu a fost bazată pe adevăratul gen numit (ce era semnificativ mai mic), ci pe Deinonychus, ce era înrudit cu Velociraptorul, considerate ca fiind aceeași specie de Gregory S. Paul.[51] Romanul lui Cricthon a urmat această teorie, însă la momentul realizării producției cinematografice, comunitatea științifică renunțase la idee. Ca și coincidență, înainte de lansarea în cinematografe a filmului, Utahraptor, un dinozaur similar, a fost descoperit, cu toate că s-a dovedit că era mai mare decât raptorii prezenți în film; acest lucru l-a făcut pe Stan Winstom să glumească: "Noi l-am inventat, apoi ei l-au descoperit"[50] Pentru atacul asupra personajului Robert Muldoon, raptorii au fost de fapt oameni îmbrăcați în costume.[39] Sunete produse de delfini, morse, sâsâit de gâște și cântecul de împerechere a unui cocor african mixate au produs diferitele sunete scoase de raptori.[25][47] La câțiva ani după lansarea filmului, majoritatea paleontologilor au căzut de acord că dromaeosauridae precum Velociraptorul și Deinonychus aveau pene.[52]

- Dilophosaurus a fost de asemenea diferit de specia reală, fiind realizat mult mai mic pentru ca publicul să nu-l confunde cu raptorii.[53] Gulerul și abilitatea sa de a scuipa venin sunt ficționale. Vocea sa a fost creată din combinarea sunetelor produse de o lebădă, un șoim, o maimuță urlătoare și un șarpe cu clopoței.[25]

- Brachiosaurus este primul dinozaur văzut de vizitatorii parcului. Este greșit prezentat mestecând hrana, precum și stând pe picioarele din spate pentru a se hrăni cu frunze din vârful copacilor. În ciuda dovezilor științifice că aveau o capacitate vocală limitată, designerul de sunet Gary Rydstrom a decis să-i reprezinte cu sunetele produse de un măgar și cântecul unei balene pentru a oferi un sentiment melodic de uimire.[47]

- Triceratops a avut o apariție extinsă. Includerea sa a fost un coșmar pentru Stan Winston, Spielberg cerându-i robotul animatronic pentru scenă mai repede decât trebuia inițial.[54] Winston a creat și un pui de Triceratops pe care Ariana trebuia să-l călărească, dar scena a fost tăiată la montaj.[55]

- Gallimimus și Parasaurolophus au roluri episodice. Gallimimus apar într-o scenă de urmărire, în care unul din ei este devorat de Tyrannosaurus. Parasaurolophus apar pe fundal în timpul primei întâlniri cu Brachiosaurul.

Spinozaurul, este prezent ca dinozaur principal in al 3-lea film fiind prezentat ca învingând cu usurinta un T-rex avand toate caracteristicele pe care le avea un astfel de dinozaur.

## Comercializarea
Universal a cheltuit 65 de milioane de dolari pentru campania de promovare a Jurassic Park, încheind contracte cu 100 de companii pentru a lansa 1.000 de produse, printre care trei jocuri video de Sega și Ocean Software, o linie de jucării de Kenner distribuită de Hasbro, și o rescriere a filmului într-o povestire pentru copii. Coloana sonoră a inclus material nefolosit. Trailerele pentru film au oferit doar scurte momente în care dinozaurii au putut fi observați parțial, o tactică jurnalistul Josh Horowitz a descris-o ca fiind "acea veche axiomă a lui Spielberg de a nu dezvălui niciodată prea mult". Sloganul filmului a fost "O aventură realizată în 65 milioane de ani". Acesta era o glumă pe care Spielberg a zis-o pe platou, referitor la țânțarul vechi de mii de ani prins într-un chihlimbar, folosit în bastonul lui Hammond.
Filmul și-a avut premierea la National Building Musem pe 9 iunie 1993 în Washington, D.C., încasările fiind donate sprijinului a două fundații de caritate pentru copii. Filmul a fost lansat pe VHS și LaserDisc pe 4 octombrie 1994, și pe DVD pe 10 octombrie 2000. Filmul a fost de asemenea lansat alături de al doilea film al trilogiei, Lumea pierdută. DVD-ul a fost relansat cu ambele continuări pe 11 decembrie 2001, sub numele Triologia Jurassic Park și Pachetul de aventură Jurassic Park pe 29 noiembrie 2005.

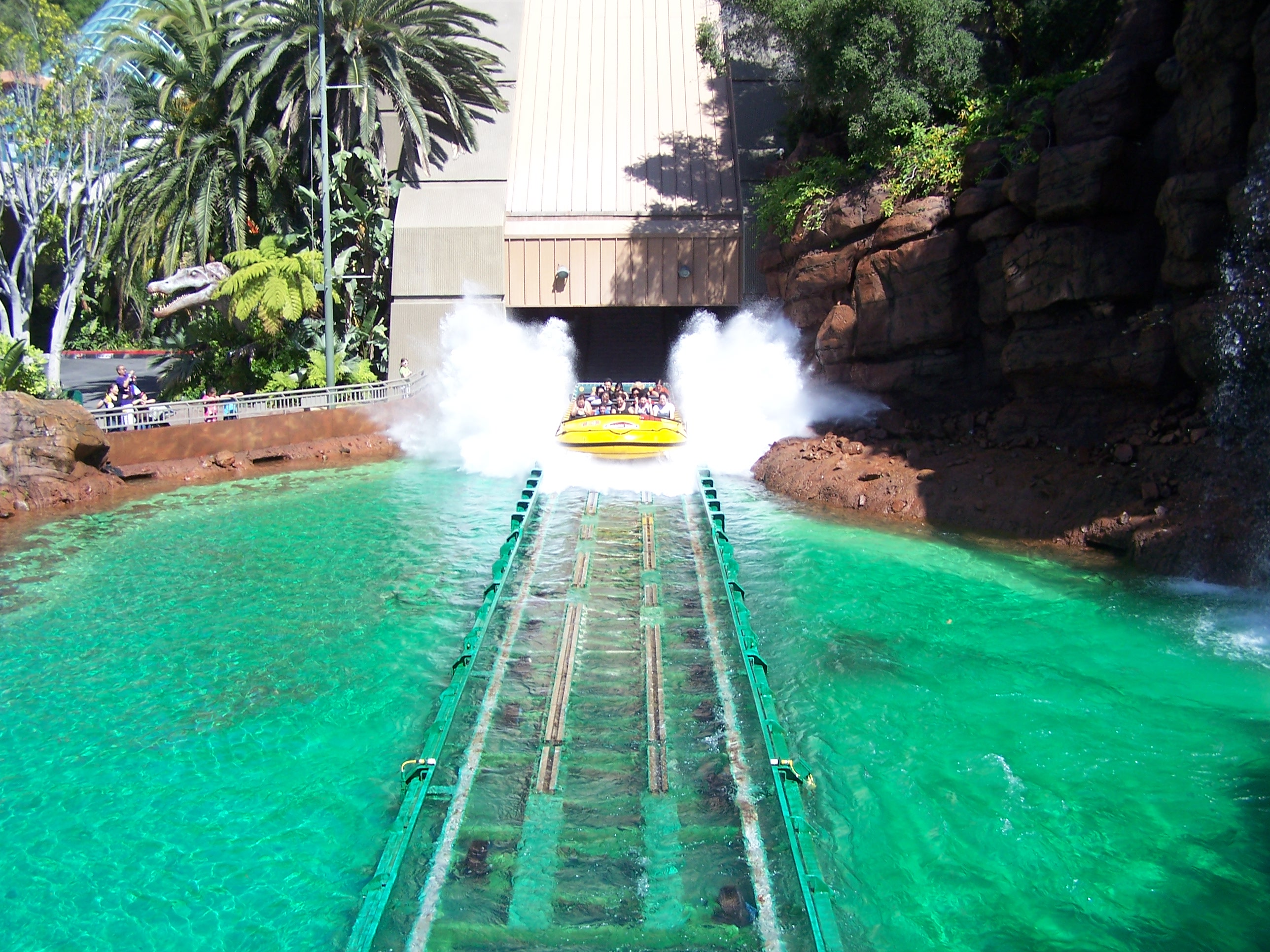
Caruselul "Jurassic Park Ride" de la Studiourile Universal. De-a lungul cursei, vizitatorii pot observa mai multe specii de dinozaur, precum Dilophosaurus, Ultrasaurus, Stegosaurus și Tyrannosaurus Rex.

În urma lansării filmului, o expoziție călătoare a fost creată. Steve Englehart a scris o serie de benzi desenate publicate de Topps Comics. Acestea au fost o continuare pentru film, conținând numărul dublu Raptor, Raptors Attack și Raptors Hijack în patru numere, și Return to Jurassic Park, care a durat nouă numere. Toate edițiile au fost publicate sub numele Jurassic Park Adventures în Statele Unite și sub numele Jurassic Park în Regatul Unit. Ocean Software a lansat o continuare pentru jocul video, intitulată Jurassic Park 2: The Chaos Continues în 1994 pe Super NES și Game Boy.
Jurassic Park a fost difuzat prima dată prin cablu pe 7 mai 1995, după difuzarea de pe 26 aprilie a emisiunii Filmând Jurassic Park. 68.12 milioane de oameni l-au urmărit, oferind postului NBC 36% din audiența acelei seri. Jurassic Park a fost cel mai urmărit film artistic difuzat la televiziune din aprilie 1987, când a fost difuzat Pariul.
Atracția "Jurassic Park Ride" de la Universal Studios a început să fie construită în noiembrie 1990 și a fost deschisă pe 15 iunie 1996 la Universal Studios Hollywood, costând 110 milioane de dolari. Islands of Adventure în Orlando, Florida, are o secțiune întreagă a parcului dedicată filmului Jurassic Park. Parcul tematic de la Studiourile Universal au fost create pentru a urmări povestea filmului, Hammond fiind chemat, conform unora, să reconstruiască Parcul în această locație.

## Recepția

### Critică
Filmul a fost primit în general cu recenzii pozitive, fiind apreciate efectele vizuale, fiind criticat însă pentru prezentarea personajelor și a diferențelor majore față de carte. Janet Maslin de la The New York Times l-a prezentat ca fiind "un adevărat moment de răscruce în film, prezentând imagini impresionante și ce inspiră frică nemaivăzute vreodată pe ecran. Pe hârtie, povestea e croită pentru talentele domnului Spielberg ... dar devine mai puțin concis pe ecran decât era pe hârtie, cu mult din jargonul plăcut, fie mormăit confuz sau pur și simplu ignorat." În Rolling Stone, Peter Travers l-a descris ca fiind "colosal [...] atingând limita credibilității [...] În comparație cu dinozaurii, personajele sunt oase uscate, într-adevăr. Crichton și David Koepp i-au nivelat la nulități în călătoria din carte pe ecran." Roger Ebert a comentat: "Filmul oferă prea bine promisiunea de a ne arăta dinozauri. Îi vedem repede și des, fiind într-adevăr un triumf al efectelor speciale, dar duce lipsă de alte calități de care are nevoie și mai mult, precum un sentiment de copleșire și uimire, și valori umane solide." Henry Sheehan nu a fost însă de acord, considerând că "Criticile aduse lipsei de intrigă și caracter sună puțin deplasate", dând ca exemplu faptul că Grant i-a protejat pe nepoții lui Hammond, deși i-a displăcut inițial. Empire Magazine i-a oferit cinci stele filmului, spunând că este "pur și simplu, unul din cele mai bune blockbustere din toate timpurile". Conform Rotten Tomatoes, Jurassic Park a primit 87% de recenzii pozitive, 90% dinte critici având o reacție pozitivă asupra filmului.
În 1994, filmul a câștigat toate cele trei premii la care fusese nominalizat în cadrul ceremoniei premiilor Oscar: efecte vizuale, editare sonoră și mixaj sonor (în același an, Spielberg, Michael Kahn și John Williams au primit mai multe premii pentru Lista lui Schindler). Filmul a primit premiul BAFTA pentru "Cele mai bune efecte speciale", precum și cel pentru "Favoritul publicului". În același an, a primit un premiu Hugo pentru "Cea mai bună prezentare dramatică", și patru premii Saturn: 'Cel mai bun film science fiction", "Cea mai bună regie", "Cel mai bun scenariu" și "Cele mai bune efecte speciale". În 1993, a câștigat un People's Choice Awards pentru "Filmul favorit". Ariana Richards și Joseph Mazzello au primit premii în cadrul Young Artist Awards, filmul câștigând și "Cel mai bun film de acțiune/aventură pentru familie".

### Comercială
Jurassic Park a devenit filmul cu cele mai multe încasări internaționale al tuturor timpurilor, întrecând propriul film al lui Spielberg, E.T. Extraterestrul, care deținuse anterior recordul, cu toate că nu l-a întrecut în America de Nord. Filmul a avut încasări de 47 milioane de dolari în primul weekend strângând 81.7 milioane la sfârșitul primei săptămâni. Producția a stat trei săptămâni pe primul loc, strâng 357 milioane de dolari în Statele Unite și Canada. Internațional, filmul s-a bucurat de un succes similar, stabilind noi recorduri pentru primul weekend de distribuție în Regatul Unit, Japonia, Coreea de Sud, Mexic și Taiwan. Spielberg a câștigat peste 250 milioane de dolari din film. Câștigul internațional al filmului Jurassic Park a fost întrecut cinci ani mai târziu de Titanic, realizat de James Cameron.

### Influența asupra culturii populare
Institutul American de Film a numit pe 13 iunie 2001 Jurassic Park ca fiind al 35-lea cel mai incitant film al tuturor timpurilor, iar canalul TV american Bravo a ales scena în care Lex și Tim sunt urmăriți de doi raptori ca fiind al 95-lea cel mai înspăimântător moment al tuturor timpurilor. La a cincisprezecea aniversare a revistei Empire în 2004, Jurassic Park a fost numit al șaselea cel mai influent film din ultimii 15 ani. Aceeași publicație a clasat prima întâlnire a cu Braciosaurul ca fiind al 28-lea cel mai magic moment din cinematografie, iar în 2008, un sondaj de opinie, la care au participat cititori, realizatori de film și critici l-au numit ca fiind printre cele mai bune 500 de filme din toate timpurile. La aniversarea a 55 de ani ai revistei Film Review în 2005, filmul a fost indicat ca fiind unul din cele mai importante cinci din acea perioadă. În 2006, IGN a clasat franciza Jurassic Park ca fiind a nouăsprezecea cea mai bună a tuturor timpurilor. Într-un sondaj de opinie din 2010, realizat de Entertainment Weekly, Jurassic Park a fost numit cel mai bun film de vară din ultimii 20 de ani.
Și mai important, când mulți cineaști au văzut imaginile generate pe computer folosite în Jurassic Park, au realizat că multe din ideile lor, care înainte erau neviabile sau prea scumpe, erau acum posibile. Stanley Kubrick, regizorul filmului Odiseea spațială 2001, l-a contactat pe Spielberg pentru a regiza A.I.. Producătorul Werner Herzog a fost la fel de impresionat, citând filmul ca fiind un exemplu că Spielberg este un "povestitor grozav" și că știe cum să împletească efecte speciale cu o poveste coerentă. George Lucas a început să facă filme prequel pentru seria Războiul stelelor, iar Peter Jackson a reînceput să exploreze atracția lui pentru filme fantastice, ceea ce avea să-l determine să creeze trilogia Stăpânul inelelor și King Kong. De asemenea, Jurassic Park a inspirat o serie de filme și documentare, precum adaptarea americană a filmului Godzilla, Carnosaur, și Mergând cu dinozaurii, precum și parodii ca Spionul dandana. Entuziasmat de noua tehnologie folosită în film, Stan Winston s-a alăturat companiei IBM și regizorului James Cameron pentru a înființa o nouă companie ce se ocupă de efecte speciale, Digital Domain.
Istoricul de film Tom Shone a apreciat inovația și influența filmului, considerând că a fost la fel de important precum folosirea sunetului în cinematografie pentru prima dată."